# Tim (football)
Pour les articles homonymes, voir Tim.
Elba de Pádua Lima, plus connu sous le surnom de Tim (né le 20 février 1915 à Rifaina et mort le 7 juillet 1984 à Rio de Janeiro) était un footballeur et entraîneur brésilien.

## Biographie
En tant qu'attaquant, Tim fut international brésilien à 16 reprises (1936-1942) pour un but inscrit,. Il participa à la Copa América 1937, où il fut finaliste. Il participa aussi à la Coupe du monde de football de 1938, en France. Il ne disputa qu'un match, en tant que titulaire contre la Tchécoslovaquie. Le Brésil termina troisième du tournoi. Il fit aussi la Copa América 1942, où il inscrit un but contre l'Équateur, à la 10e minute. Le Brésil termina troisième du tournoi.
En tant que joueur, il joua dans de nombreux clubs brésiliens (Botafogo Futebol Clube (Ribeirão Preto), Associação Atlética Portuguesa Santista, Fluminense Football Club, Nacional Atlético Clube et Olaria Atlético Clube) et un club colombien (Corporación Popular Deportiva Junior) dans les années 1930 et 1940. Il remporta cinq fois le Campeonato Carioca.
En tant qu'entraîneur, il dirigea beaucoup de clubs brésiliens, un club argentin (Club Atlético San Lorenzo de Almagro) et la sélection péruvienne de 1980 à 1982. Il remporta deux fois le Campeonato Carioca, quatre fois le Campeonato Paranaense et un championnat argentin. Il participa à la Coupe du monde de football de 1982, en Espagne, mais le Pérou fut éliminé au premier tour.

## Clubs

### En tant que joueur
- 1931-1934 :  Botafogo Futebol Clube (Ribeirão Preto)
- 1934-1936 :  Associação Atlética Portuguesa Santista
- 1936-1943 :  Fluminense Football Club
- 1943-1944 :  Nacional Atlético Clube

### En tant que joueur-entraîneur
- 1944-1947 :  Botafogo Futebol Clube (Ribeirão Preto)
- 1947-1949 :  Olaria Atlético Clube
- 1950-1951 :  Corporación Popular Deportiva Junior

### En tant qu'entraîneur
- 1951 :  Fluminense FC
- 1953 :  Bangu AC (Rio de Janeiro)
- 1953-1956 :  Bangu AC
- 1957-1958 :  CA Ferroviário (Curitiba)
- 1959 :  Atlético Paranaense  (Curitiba)
- 1959-1960 :  Bangu AC
- 1961-1963 :  Guarani FC
- 1963-1964 :  Bangu AC
- 1964-1967 :  Fluminense FC
- 1967-1968 :  CA San Lorenzo de Almagro
- 1969 :  CR Flamengo
- 1970 :  CR Vasco da Gama
- 1971 :  Coritiba Foot Ball Club
- 1972 :  Botafogo FR
- 1973 : Coritiba Foot Ball Club
- 1974-1975 :  Santos FC
- 1975 :  Guarani FC (Campinas, SP)
- 1975-1976 :  EC Vitória (Salvador da Bahia)
- 1977 :  America FC (RJ)
- 1978 :  Colorado EC (Curitiba)
- 1979 :  Coritiba Foot Ball Club
- 1981 :  Bangu AC
- 1981 :  São José EC
- 1981-1982 :  Pérou
- 1983 : Internacional Limeira

## Palmarès

### En tant que joueur
- Copa América
  - Finaliste en 1937
  - Troisième en 1942
- Coupe du monde de football
  - Troisième en 1938
- Campeonato Carioca
  - Champion en 1936, en 1937, en 1938, en 1940 et en 1941

### En tant qu'entraîneur
- Campeonato Carioca
  - Champion en 1964 et en 1970
- Championnat d'Argentine de football
  - Champion en 1968 (Métropole)
- Campeonato Paranaense
  - Champion en 1971, en 1973
- Torneio do Povo: 1973
- International Soccer League: 1960